# 大阪府旗

制定当初的配色（1968年6月21日 - 1984年4月2日）

大阪府旗（日语：／ Ōsaka fu ki）是日本的47面都道府县旗之一。该条目是对大阪府旗以及大阪府章（日语：／）的解说。

## 概要
大阪府政府在1968年6月21日纪念大阪府设府100周年时正式制定。府章使用的是字母“O（大阪府的第一个发音）”，其形状既是丰臣秀吉的馬印，又像是分叉的枝条。分岔的三个“O”，象征着“希望”、“繁荣”、“和谐”。制定初期是颜色是绿色的，1984年4月1日，变更为青色（孟塞尔7.5PB 3/12色）。府旗与府章设计理念相同。